# Ben Mansour
Ben Mansour  (in arabo بنمنصور‎?) è un centro abitato e comune rurale del Marocco situato nella provincia di Kénitra, regione di Rabat-Salé-Kénitra. Conta una popolazione di 43 822 abitanti (censimento 2014).